# Staurostichus proprius
Staurostichus proprius är en tvåvingeart som först beskrevs av Roberts 1928.  Staurostichus proprius ingår i släktet Staurostichus och familjen svävflugor. Inga underarter finns listade i Catalogue of Life.